# En el Moulin Rouge: dos mujeres bailando
En el Moulin Rouge: dos mujeres bailando es un cuadro del pintor francés Henri de Toulouse-Lautrec. Está realizado al óleo sobre cartón. Mide 95 cm de alto y 80 cm de ancho. Fue pintado en 1892, encontrándose actualmente en el Galería Nacional, Praga, República Checa.
Este es uno de los temas favoritos de Toulouse-Lautrec: el ambiente nocturno del cabaret Moulin Rouge de Montmartre (París). El pintor procura adoptar una postura realista: ni condena como persona de una clase social superior aquello que ve, ni tampoco lo embellece idealizándolo.
El primer plano está ocupado por dos mujeres que bailan juntas, vestidas con sencillez. Detrás de ellas hay una barandilla que separa la zona de baile de la de mesas. Se reconoce, a la derecha, al pintor Charles Conder, y a la izquierda a François Ganzi. La figura con chaqueta roja es Jane Avril, cantante y bailarina del Moulin Rouge, protagonista de otras pinturas de Toulouse-Lautrec.